# Armistizio di Belgrado
L'armistizio di Belgrado, conclusivo della campagna dei Balcani della prima guerra mondiale, fu siglato il 13 novembre 1918 a Belgrado, in Serbia, tra il generale francese Franchet d'Esperey, capo delle forze alleate nei Balcani, ed il governo ungherese di Mihály Károlyi. Altre azioni militari su piccola scala continuarono in Ungheria per alcuni giorni.
L'accordo fissò le linee di demarcazione tra Ungheria, Serbia e Romania, cedendo la regione del Banato all'amministrazione serba, malgrado il trattato segreto di Bucarest del 1916. Crișana e Maramureș, oltre alle città di Satu Mare, Oradea, Beiuș e Arad, oltre alla Transilvania interna sino al fiume Mureș, furono lasciate sotto l'amministrazione ungherese. L'Ungheria fu obbligata a consentire il passaggio delle truppe rumene per giungere nei territori transilvani ad est della linea di demarcazione presso il fiume Mureș. All'Ungheria fu concesso di mantenere solo otto divisioni armate.
L'intesa, che doveva regolare i rapporti tra il neonato governo repubblicano d'Ungheria (non ancora riconosciuto) e gli Alleati, venne sistematicamente violato, circostanza che portò infine alle dimissioni dell'esecuzione di Károlyi a marzo e alla proclamazione della Repubblica Sovietica Ungherese. Con la disintegrazione dell'impero austro-ungarico in corso alla fine di settembre e all'inizio di ottobre 1918 e in seguito alla riuscita offensiva alleata nei Balcani, un nuovo governo teoricamente favorevole ai vincitori si insediò in Ungheria. Questo nuovo gabinetto sperava di preservare l'integrità territoriale del vecchio regno magiaro, ma benché il nuovo governo si dichiarò indipendente dall'impero gli Alleati non riconobbero la validità di questa dichiarazione. La firma dell'armistizio di Villa Giusti tra l'impero e gli Alleati all'inizio di novembre non arrestò l'avanzata delle unità alleate nel territorio ungherese.
Budapest inviò una delegazione guidata dallo stesso primo ministro per cercare di concordare un nuovo armistizio che fermasse le unità della Triplice intesa, in particolare quelle degli Stati più prossimi, i quali volevano annettere varie regioni del vecchio impero. Dopo aver ricevuto le condizioni alleate a Belgrado il 6 novembre, la delegazione ungherese tornò nella capitale per presentarle al governo mentre le unità serbe e cecoslovacche continuavano ad avanzare. Il 13 fu infine siglato l'armistizio, ai sensi del quale si assisteva a un ridimensionamento delle dimensioni dell'esercito ungherese e a un'evacuazione militare, ma non amministrativa, di alcune aree; inoltre, si concessero alcuni diritti militari agli Alleati e un risarcimento alla Serbia.
Nonostante le promesse fatte, nei mesi successivi i Paesi limitrofi, con l'appoggio di esponenti politici di minoranza, assunsero gradualmente il controllo di diverse regioni geografiche contese e violarono le clausole dell'armistizio; le proteste del governo e i tentativi di conciliazione con le minoranze fallirono. Gli Stati vicini all'Ungheria desideravano impossessarsi di quanto più suolo possibile prima dell'inizio dei colloqui di pace e, a causa della passività di chi avrebbe dovuto sorvegliare sul rispetto del trattato e della mancata forza di cui disponeva il governo magiaro per resistere militarmente nell'antico regno, tale tattica si rivelò efficace. I continui avanzamenti stranieri finirono per minare il suo prestigio della neonata repubblica magiara e, a marzo, essa rifiutò di accettare un nuovo ritiro della linea che separava le unità militari ungheresi da quelle rumene. Nella speranza che ciò potesse sovvertire la difficile situazione, il governo social-liberale si dimise e lasciò il posto a un nuovo gabinetto social-comunista che procedette alla proclamazione della Repubblica sovietica ungherese, senza però riuscire a ripristinare lo status quo ante bellum.

## Contesto storico
Archiviati gli scontri sul fronte balcanico dopo il successo dell'offensiva alleata a Salonicco e la resa bulgara (29 settembre 1918), l'avanzata da sud degli Alleati nell'ambito della prima guerra mondiale fu rapida e raggiunse Belgrado il 1º novembre quasi senza ostacoli, mentre le Potenze Centrali si ritiravano verso nord. Il comandante alleato, Louis Franchet d'Espèrey, aveva ordinato alle truppe serbe di fermarsi al confine austro-ungarico, ad eccezione di alcuni volontari che avrebbero dovuto attraversarlo a scopo propagandistico.

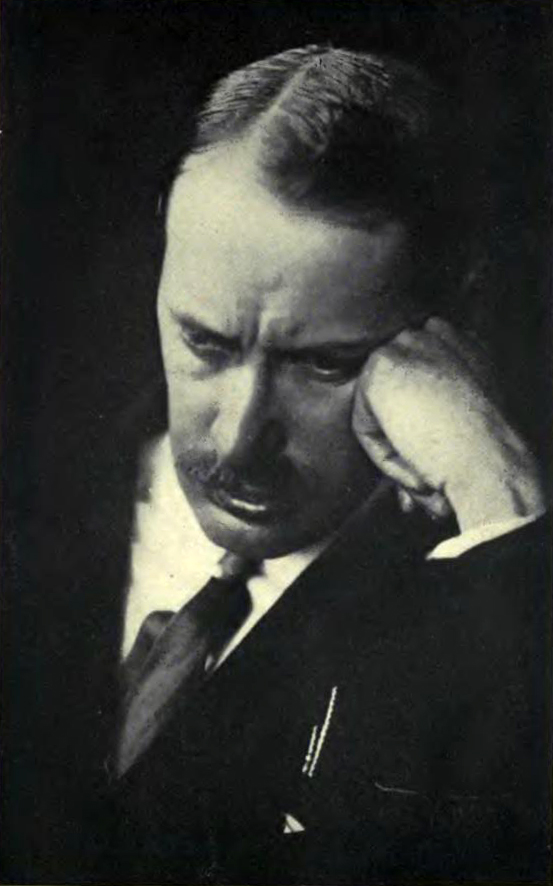
Mihály Károlyi, presidente del nuovo governo ungherese indipendente non riconosciuto dagli Alleati, guidò la delegazione che negoziò con il maresciallo Louis Franchet d'Espèrey i termini del nuovo armistizio per l'Ungheria

Il 29 ottobre, durante uno degli eventi che segnarono la disintegrazione dell'impero austro-ungarico, i rappresentanti degli slavi meridionali riuniti nel Comitato nazionale di Zagabria proclamarono l'indipendenza dei territori slavi meridionali, che includevano alcune aree magiare. Il giorno prima, la stessa cosa era accaduta a Praga, dove i nazionalisti cecoslovacchi avevano preso il potere; quello stesso giorno la rivoluzione dei crisantemi comportò il passaggio del potere a Mihály Károlyi a Budapest. Il nuovo governo Károlyi, pacifista e antimilitarista e con un passato di dichiarazioni favorevoli all'Intesa e contro l'alleanza con la Germania, sperava di ottenere condizioni di pace favorevoli dagli Alleati, compreso il mantenimento, nei limiti del possibile, dell'integrità territoriale dell'Ungheria (ad eccezione della Croazia-Slavonia).
Uno degli ultimi atti del governo austro-ungarico riguardò la firma dell'armistizio di Villa Giusti a Padova (3 novembre 1918) con l'Italia; gli Alleati ritennero anche l'Ungheria soggetta a tale accordo nonostante la firma della successiva dichiarazione di indipendenza, peraltro da loro non riconosciuta. L'armistizio stabilì una dimensione massima di venti divisioni per l'esercito austro-ungarico e la costituzione di una zona di occupazione. Tale atto non includeva i territori ungheresi, poiché l'obiettivo principale degli Alleati era quello di attaccare la Germania, che non si era ancora arresa, attraverso la Cisleitania, in mano austriaca. Benché questo punto potesse far pensare a un destino più mite per l'Ungheria, in realtà l'avanzata degli eserciti alleati e degli Stati vicini non ne tenne conto. Nonostante l'armistizio sottoscritto con l'esercito italiano non modificò i confini esistenti ad est del mare Adriatico, D'Espèrey, responsabile del fronte balcanico, non accettò la validità di quella sezione del fronte. L'armistizio prevedeva altresì la possibilità che le unità dell'Intesa transitassero attraverso il territorio ungherese all'inseguimento dei tedeschi, possibilità che allarmò il nuovo governo di Budapest, il quale temeva che se le truppe serbe o cecoslovacche avessero occupato un territorio durante la loro avanzata contro i teutonici avrebbero finito per annetterlo.
Lo stesso giorno della firma dell'armistizio a Padova, il reggente serbo, il futuro re Alessandro I di Jugoslavia, manifestò l'intenzione del suo Paese di assoggettare le regioni oltre il Danubio, ovvero l'area del Voivodina. Il maresciallo francese D'Espèrey accettò l'avanzata delle truppe, considerato lo sfaldamento in corso dell'Austria-Ungheria. Il 5 novembre, i comandanti del 1º e del 2° esercito serbo ricevettero il permesso di avanzare. Lo stesso giorno, il ministro della Difesa ungherese chiese al rappresentante a Budapest l'immediata evacuazione delle truppe dal territorio ungherese; il governo cecoslovacco aveva sfruttato la loro presenza per interrompere la fornitura di carbone ai magiari, sostenendo che venisse utilizzato per rifornire le truppe tedesche. Il 7 le unità serbe proseguirono la loro avanzata e guadarono il fiume Drava.
Considerato che le truppe si stavano già muovendo sul suolo ungherese, Károlyi e il suo ministro delle nazionalità, Oszkár Jászi, raggiunsero Belgrado il 6 novembre per negoziare un nuovo armistizio con il comandante alleato e ottenere così almeno il riconoscimento de facto dell'esecutivo allestito in patria. I rappresentanti ungheresi si dichiararono pronti a chiedere l'occupazione dell'Ungheria da parte di truppe non appartenenti ai Paesi confinanti per evitare la prospettiva di scomparire dalle mappe europee. Mentre era in corso l'incontro, le truppe serbe stavano già iniziando a prendere il controllo della Voivodina.
Prima dell'arrivo della delegazione ungherese nel pomeriggio del 6, D'Espèrey aveva ricevuto una risposta alla sua richiesta rivolta a Parigi in merito alla possibilità di intrattenere o meno colloqui con il nuovo governo magiaro; la lettera affermava che avrebbe dovuto farlo presentando le condizioni firmate a Padova il 3. D'Espèrey giunse a Niš il 6 e a Belgrado il 7, comunicando che nello stesso pomeriggio la delegazione ungherese avrebbe dovuto presentarsi nel luogo in cui si trovava.

## L'armistizio

### Trattative preliminari

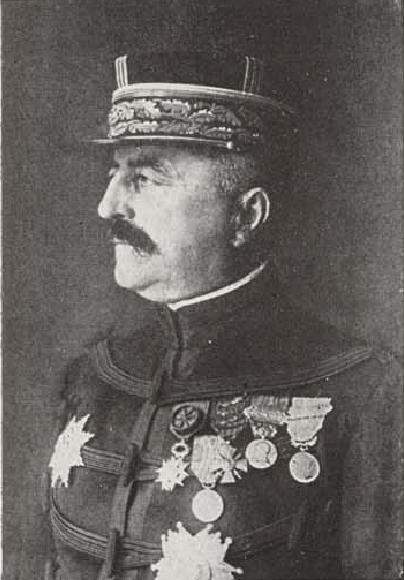
Louis Franchet d'Espèrey, maresciallo francese al comando delle truppe alleate nei Balcani: Fu lui a negoziare l'armistizio con i rappresentanti ungheresi a Belgrado

La delegazione ungherese, composta da otto membri e un interprete francese, si presentò all'ora stabilita (le 19:00) presso la residenza di d'Espèrey, il quale li ricevette con disprezzo e manifestò il suo dispiacere per la presenza di un rappresentante dei consigli dei soldati tra i delegati. Il generale transalpino non nascose inoltre il suo antisemitismo per la presenza di un rappresentante ebreo, il barone Hatvany.
Dopo i convenevoli, Károlyi lesse goffamente il discorso che aveva preparato, al quale il maresciallo obiettò che egli non rappresentava l'Ungheria ma esclusivamente il popolo magiaro. Il discorso riservava toni favorevoli alla Triplice Intesa e cercava di tracciare dei punti di diversità tra il nuovo governo dell'Austria-Ungheria e il suo passato bellicoso. D'Espèrey non fu convinto dal discorso e rigettò quasi tutte le proposte della delegazione, consigliando ai magiari di sostenere Kaŕolyi, l'unica figura che avrebbe potuto ammorbidire le condizioni che sarebbero state riservate a Budapest. Fu inoltre sottolineato che l'Ungheria sarebbe stata considerata una nazione sconfitta e non neutrale, come invece sperava di far passare la delegazione.
D'Espèrey comunicò le condizioni alleate per un armistizio enucleandole in diciotto punti e, dopo molto tempo, si ritirò per consentire alla delegazione di prendere una decisione. Le condizioni erano considerate molto dure e si chiedeva di includere tra esse l'integrità territoriale (eccetto la Croazia-Slavonia) e il mantenimento delle forniture di carbone al Paese. Un telegramma su entrambi i punti fu inviato direttamente al presidente francese Georges Clemenceau, con il permesso del maresciallo. Alle 22:30 i colloqui si interruppero e la delegazione tornò in albergo per la cena, facendo ritorno a mezzanotte, quando d'Espèrey presentò ai delegati la formulazione finale dell'accordo; all'1:30, la maggior parte della delegazione tornò a Budapest per riferire al Consiglio nazionale.
A mezzogiorno del 7 novembre, un telegramma urgente arrivato da Parigi ricordava che i colloqui con il governo di Károlyi avrebbero dovuto attenersi alle clausole dell'Armistizio di Villa Giusti siglato a Padova e lasciare in secondo piano le questioni politiche. Il giorno successivo Károlyi presentò al gabinetto il suo resoconto sui colloqui intrattenuti a Belgrado. Károlyi difese a spada tratta l'ipotesi di firmare immediatamente, ma l'esecutivo preferì attendere la risposta del presidente francese Georges Clemenceau alle consultazioni sulla notte del 6, riferite da d'Espèrey il 12. Nel frattempo, l'avanzata serba continuava; l'8 stesso furono date istruzioni specifiche per avanzare verso alcune linee nel Banato, della Voivodina e della Croazia. A nord, alcuni legionari cecoslovacchi occuparono i distretti rivendicati dal Consiglio Nazionale Slovacco, senza incontrare resistenza, un evento che portò alle dimissioni del pacifista ministro della Difesa ungherese Linder e all'inizio del riarmo magiaro.
Il 9 d'Espèrey tornò a Niš e anche i due delegati ungheresi che erano inizialmente rimasti a Belgrado non erano in città, mentre le operazioni militari continuavano, con grande soddisfazione della Serbia. Lo stesso giorno, le truppe serbe fecero il proprio ingresso a Novi Sad, acclamate dalla popolazione.
L'11 il comandante serbo a Novi Sad informò Belgrado dell'imminente arrivo dell'ex ministro della Guerra ungherese Béla Linder, incaricato dal suo governo di accettare i termini negoziati la notte del 6. Informato il giorno stesso della capitolazione tedesca, l'alto comando di Salonicco ordinò di fermare l'avanzata delle truppe alle undici ora francese dello stesso giorno. D'Espèrey incaricò il generale francese Henrys e il maresciallo serbo Živojin Mišić di firmare l'armistizio. Il generale cisalpino si recò a Belgrado due giorni dopo per sottoscrivere il documento.

### Termini dell'intesa
Il patto siglato il 13 novembre 1918 alle 23:15 prevedeva la riduzione dell'esercito ungherese a otto divisioni (sei di fanteria e due di cavalleria), schierandolo esclusivamente per l'ordine pubblico interno. L'Ungheria avrebbe consentito inoltre l'occupazione dei punti che gli Alleati designavano come strategici per la sua campagna contro la Germania. Le sue truppe dovevano ritirarsi oltre una linea di demarcazione che seguiva il seguente percorso approssimativo: dall'alta valle del Szamos verso sud, in direzione del Maros; poi lungo il Maros fino alla sua confluenza con il Tibisco, verso ovest, lasciando Seghedino sul lato ungherese e Pécs e Baja nella zona evacuata, fino alla Drava, e infine seguendola verso est fino al confine occidentale della Transleitania. Non ci furono infine cambiamenti nel nord, un'area all'epoca priva di interesse militare. Il documento conteneva un totale di diciotto punti e non definiva alcuna zona di occupazione nella parte settentrionale della nazione. Ciò spinse il governo di Budapest a serbare una certa fiducia nella possibilità di preservare ogni territorio popolato da una maggioranza slovacca.
La linea di demarcazione non fu stabilita come futuro confine del nuovo Paese, poiché essa sarebbe stata tracciata alla conferenza di pace. Ufficialmente i territori evacuati rimasero parte dell'Ungheria e dovevano avere un'amministrazione ungherese, l'evacuazione fu esclusivamente militare. La polizia e la gendarmeria ungheresi dovevano rimanere nelle aree evacuate per garantire l'ordine, mentre i prigionieri alleati dovevano essere rilasciati immediatamente. Furono stabilite alcune indennità di guerra a favore della Serbia in materiale (carri, locomotive, navi, ecc.). Da parte loro, gli Alleati si impegnarono a non interferire nell'amministrazione ungherese, e proclamarono la fine delle ostilità con l'Ungheria.

### Applicazione
L'accordo legittimava l'occupazione di alcuni dei territori rivendicati da Romania e Serbia. Gli Stati limitrofi, ansiosi di assicurarsi il controllo di quanto rivendicavano e consapevoli della disunione tra le grande potenze alleate, oltre alla scarsità di truppe di queste con l'eccezione dei francesi, si affrettarono ad occupare le aree rivendicate, anche a rischio di sconvolgere gli equilibri faticosamente pattuiti. Lo scopo era quello di assoggettare quanti più chilometri quadrati possibile e rivendicarne il possesso una volta sedutisi al tavolo delle trattative.

#### Frontiere meridionali
La Serbia sosteneva che i territori conquistati prima dell'armistizio, al termine del quale sarebbe cessato lo stato di guerra con gli austro-ungarici, potevano essere detenuti per diritto di conquista, mentre quelli occupati successivamente sarebbero rimasti legalmente in mano ungherese, nonostante l'occupazione militare. I comandanti serbi accelerarono l'avanzata delle tre divisioni disponibili, tanto che il 13 raggiunsero la linea di demarcazione e si assicurarono Zombor, Szabadka e Baja; il 14 entrarono a Pécs e il 20 raggiunsero Temesvár. L'esercito serbo evitò le truppe tedesche e austro-ungariche in ritirata e i principale centri abitati, in quanto desiderava accelerare la sua avanzata.
Parte della popolazione magiara aveva evacuato i territori prima dell'arrivo delle truppe serbe, in fuga dal caos causato dal vuoto dell'amministrazione statale e dall'insicurezza accresciuta dai gruppi di disertori (circa 200.000 nelle regioni slave del sud dell'impero). I ceti privilegiati, timorosi degli eccessi dei disertori e dei contadini senza terra che avevano cominciato a impossessarsi dei possedimenti, risultarono i primi a fuggire. I funzionari magiari (insegnanti, notai, gendarmi...) e i sacerdoti fuggirono in numero considerevole, soprattutto dalle aree a popolazione mista dove erano in minoranza.
In violazione dei termini dell'armistizio, le autorità militari serbe subordinarono l'amministrazione civile al neonato Stato degli Sloveni, Croati e Serbi; il grosso dei dipendenti pubblici e dei gendarmi che non erano fuggiti vennero destituiti dal proprio incarico. Solo nelle città a maggioranza magiara, dove i funzionari si sono rifiutati di rinunciare ai ruoli che stavano svolgendo, fu permesso loro di rimanere attivi. Il ministro dell'Interno ungherese consentì ai funzionari di giurare fedeltà alla Serbia o al Consiglio nazionale di Zagabria se fossero stati costretti a non lasciare i loro incarichi.
La resistenza all'occupazione serba fu praticamente nulla, tranne che nel Međimurje, il quale dovette essere preso con la forza da truppe irregolari per non violare apertamente l'armistizio.

#### Frontiere settentrionali
I primi a varcare le linee armistiziali. che a nord coincidevano con l'ex confine cisletano-transleitano, furono i cecoslovacchi l'8 novembre, evento che indusse il governo ungherese ad abbandonare il suo pacifismo; in un discorso dell'11 novembre, Károlyi annunciò che l'esercito aveva iniziato a riarmarsi e minacciò Pozsony (Bratislava), affermando che le minoranze avrebbero scelto di rimanere in Ungheria e che avrebbe difeso le frontiere con la forza. Di fronte al secco rifiuto delle unità cecoslovacche di abbandonare le proprie posizioni, Budapest chiese l'intervento della Francia.

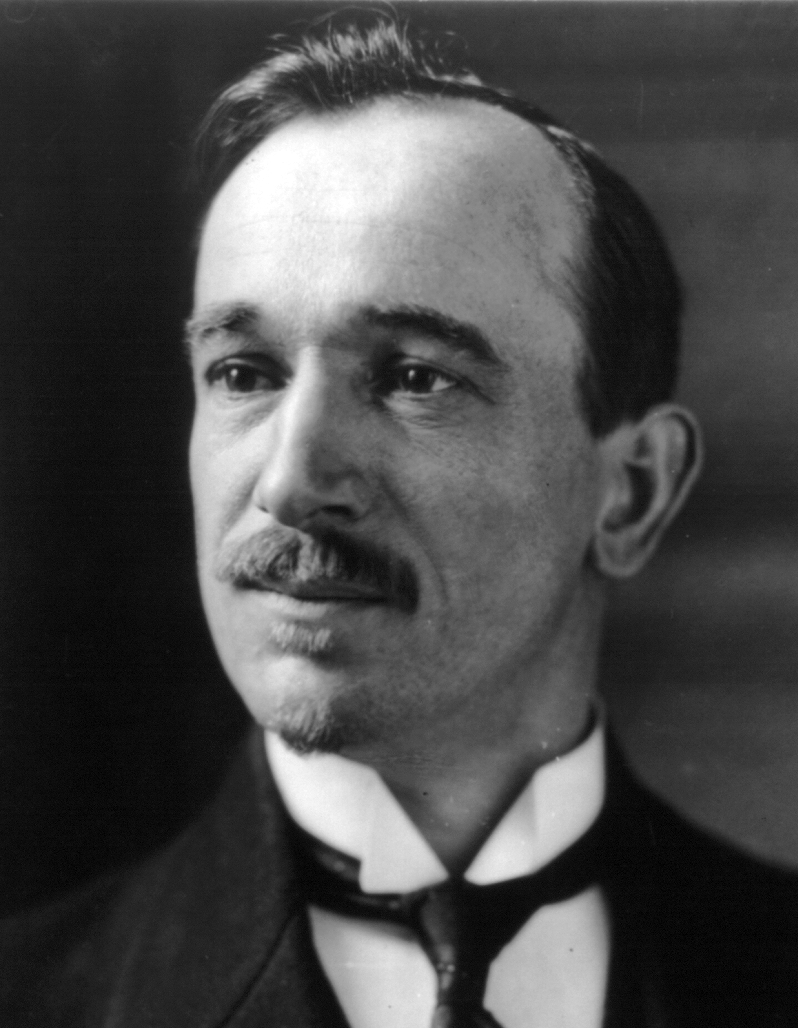
Il ministro degli Affari esteri cecoslovacco, Edvard Beneš, presente a Parigi, riuscì a modificare le condizioni dell'armistizio a favore del suo Paese e a respingere il precedente accordo raggiunto tra il governo magiaro e il politico slovacco Milan Hodža

Nel nord, dove l'armistizio non prevedeva condizioni, il rappresentante cecoslovacco presso gli Alleati e nuovo ministro degli Esteri della Cecoslovacchia, Edvard Beneš e il maresciallo francese Ferdinand Foch, senza contare le altre potenze, stilò un allegato che includeva i territori slovacchi nella zona di occupazione degli Alleati. La comunicazione dell'annessione avvenne ad opera del rappresentante alleato situato a Budapest, il quale contattò il governo di Károlyi il 3 dicembre. Nelle disposizioni transitorie e nelle appendici, tuttavia, la linea di demarcazione a nord non era stata tratteggiata chiaramente.
Milan Hodža, l'inviato cecoslovacco a Budapest, aveva avviato sua sponte e senza l'autorizzazione del governo di Praga a negoziare il confine ungherese-cecoslovacco già dal 25 novembre, con il sostegno del Consiglio nazionale slovacco. Il 6 dicembre 1918, Hodža e il governo di Károlyi raggiunsero un'intesa sull'area che sarebbe passata in capo ai cecoslovacchi, la quale includeva le aree a maggioranza slovacca, ma non quelle miste o a prevalenza magiare, rivendicate invece a Parigi dagli Alleati. L'esercito ungherese cominciò a ritirarsi dalle aree concordate, seguite lentamente da due divisioni ceche comandate da ufficiali italiani, che iniziarono a prendere il controllo di quanto pattuito. Entro il 12 dicembre 1918, le truppe ceche avevano raggiunto la linea di demarcazione concordata nel ovest. Nelle due settimane a venire, il resto dell'area assegnata alla Cecoslovacchia era stata abbandonata dagli ungheresi, fatta eccezione per le città a maggioranza magiara, dove la popolazione organizzò una resistenza armata contro i cechi senza l'appoggio di Budapest.
Il 24 dicembre, il tenente colonnello Vix consegnò a Károlyi la bozza una nuova linea di demarcazione tra la Cecoslovacchia e l'Ungheria, approssimativamente in coincidenza con il successivo confine esistito nel periodo interbellico. Dopo aver tentato di respingere la nuova richiesta sulla base dell'inesistenza storica della Slovacchia e della grande popolazione non slovacca che sarebbe stata inclusa nella Cecoslovacchia in caso di distacco dagli accordi originari, Károlyi dovette cedere. Il ritiro delle unità ungheresi fu completato entro la fine del mese: il 26 dicembre i cecoslovacchi entrarono a Eperjes, il 29 Kassa e, dopo diversi giorni di combattimenti, il 1º gennaio 1919, nella futura capitale slovacca, Bratislava. La resistenza locale all'avanzata cecoslovacca si rivelò scarsa e insufficiente.

#### Frontiere orientali
A novembre, per cercare di mantenere il maggior controllo possibile sulla Transilvania, fu istituito a Budapest il Consiglio nazionale dei Siculi, guidato dai conti aristocratici della Transilvania István Bethlen e Pál Teleki. I sostenitori della resistenza all'avanzata rumena credevano di poter contare sull'appoggio dell'esercito tedesco nella regione, al comando del generale August von Mackensen, ma non ricevettero il placet di Károlyi, che voleva evitare un conflitto aperto con il governo di Bucarest. Nel corso di un incontro a Marosvásárhely si decise di non proclamare l'indipendenza della regione e di rimanere soggetta al governo di Budapest.
La ritirata ungherese a nord del Maros fu assai rapida, in quanto l'Ungheria non disponeva di unità regolari che potessero muoversi nella regione. Ancora occupata dalle truppe tedesche e austro-ungariche, la Romania non poté inizialmente approfittare dell'armistizio di novembre per occupare l'area evacuata. Il 9 novembre, tuttavia, la Romania dichiarò nuovamente guerra alla Germania, adducendo come pretesto la violazione del trattato di Bucarest. Quattro giorni dopo, il primo ministro rumeno chiese la partenza delle truppe ungheresi dalla Transilvania e il riconoscimento dell'annessione del territorio alla Romania. Lo stesso giorno, il 9 novembre, il Consiglio nazionale rumeno, riunitosi ad Arad, comunicò a Budapest di aver preso il controllo totale di ventitré contee e il parziale di altre tre. Una delegazione guidata dal Ministro delle Nazionalità, Oszkár Jászi, partì immediatamente per trattare con il Consiglio.
L'avanzata dei daci iniziò solo a dicembre e con solo tre deboli divisioni sulle otto disponibili in quel momento di fragilità militare. A dicembre le truppe regolari rumene in Transilvania non superavano i diecimila uomini, per cui le autorità ricorsero a unità irregolari di volontari locali, le "Guardie Nazionali Rumene", che operavano su entrambi i lati della linea armistiziale. Questi paramilitari commisero talvolta delle violenze contro la popolazione magiara e si andarono a unire ai contadini che si erano ribellati in alcune regioni. L'assenza di unità militari magiare fece sì che l'avanzata straniera si svolgesse senza grandi scontri fino all'aprile 1919. Kaŕolyi cercò invano di negoziare con il Consiglio nazionale centrale rumeno, costituito il 30 ottobre 1918 e trasferitosi ad Arad il 4 novembre. La ribellione contadina che si diffuse in Ungheria a novembre e che rafforzò i timori dei membri più conservatori del Consiglio, oltre alle tendenze nazionaliste di altri, spinse il Consiglio a facilitare l'unione con la Romania. I socialisti rumeni si dimostrarono i più riluttanti alla prospettiva di una semplice annessione. I colloqui iniziati il 16 novembre tra gli inviati del governo di Budapest e il Consiglio per evitare la secessione della regione e la sua unione con la Romania fallirono. Il 18 comunicò la sua decisione al governo rumeno ancora rifugiato a Iași e il 1º dicembre, giorno in cui il Consiglio dei ministri rumeno rientrò trionfalmente a Bucarest, l'unione fu ufficialmente proclamata nel corso di una grande riunione di delegati riuniti ad Alba Iulia. Mentre la maggioranza della popolazione rumena della Transilvania accolse con giubilo le truppe di Bucarest, i rappresentanti della minoranza tedesca, che le unità militari avevano l'ordine di trattare come rumeni, accettarono la dichiarazione dell'unione di Alba Iulia. Il governo rumeno, nonostante le clausole armistiziali di novembre e l'intenzione degli Alleati di decidere il futuro della regione alla conferenza di pace, proclamò l'unione della Transilvania, del Banato e di altre regioni vicine alla Romania l'11 dicembre. Le potenze e il governo di Budapest non accettarono la proclamazione.
Gli ungheresi presenti in Transilvania accolsero il proclama del 1º dicembre come un tradimento e chiesero una punizione all'esecutivo di Károlyi. Con una capacità militare esigua e in calo, quest'ultima non poté reagire e si limitò a creare una nuova divisione di stanza a Kolozsvár, composta in gran parte da rifugiati. Il 2 dicembre, le truppe rumene iniziarono ad attraversare la linea armistiziale, cosa che le insufficienti truppe magiare non furono in grado di impedire. Dal 5 in poi, il Consiglio richiese ripetutamente l'arrivo di unità rumene regolari in Transilvania. Budapest cercò senza successo di attenersi ai termini dell'armistizio, che limitavano l'avanzata rumena e consentivano di mantenere la precedente amministrazione austro-ungarica, ma Bucarest rivendicò i territori che le erano stati promessi nel trattato di Bucarest, respinse la validità dell'armistizio, giustificò l'estensione dell'amministrazione rumena in Transilvania adducendo disordini e agitazioni bolsceviche nella regione e poté contare sul forte sostegno del generale francese Henri Berthelot. Parigi, invece, respinse l'ordine anticipato di Berthelot, il quale non impedì ulteriori, seppur limitati, progressi da parte delle unità rumene, e la sua richiesta di utilizzare soldati francesi nella zona, e sottopose l'interpretazione dell'armistizio a d'Espèrey anche in questo settore, con grande disappunto di Berthelot. Egli continuò a favorire le aspirazioni rumene, ma si scontrò con il rifiuto di d'Espèrey di abrogare l'armistizio e soddisfare tali mire territoriali. Tuttavia, alla fine di febbraio 1919 la Conferenza di pace di Parigi decise comunque di concedere al governo rumeno gran parte dei territori che rivendicava.
Di fronte alle accuse di atrocità contro i rumeni e di pericolo bolscevico in Ungheria, gli Alleati decisero di spostare la linea di demarcazione a favore dei rumeni il 16 dello stesso mese. Due giorni prima, con l'approvazione di Berthelot, era iniziato l'attraversamento della linea di demarcazione e l'avanzata verso gli insediamenti Cluj-Turda-Aiud-Alba Iulia, con l'approvazione di Berthelot. Il 24 dicembre l'esercito rumeno entrò a Kolozsvár (Cluj), precedentemente evacuata dalle truppe magiare e da gran parte della popolazione a causa di un nuovo ordine dei francesi. Con l'avanzare delle sue forze, Bucarest sostituì anche i membri impiegati nella pubblica amministrazione magiara, in particolare i prefetti e i gendarmi, tranne che nei distretti a netta maggioranza ungherese. Fatta eccezione per le grandi città, l'atteggiamento generale della popolazione magiara si tramutò in rassegnazione e sottomissione al cambio di sovranità e, in alcuni casi isolati, gli ungheresi scelsero di spostarsi all'estero.
Il 6 gennaio 1919, un accordo tra francesi, ungheresi e rumeni fissò una nuova linea di separazione, con una zona neutrale di 15 km, da Nagybánya a Déva e che attraversava Kolozsvár. Nel giro di pochi giorni, i rumeni chiesero una nuova demarcazione, iniziando dunque ad avanzare verso di essa e attraversando la zona neutrale. A metà gennaio, la divisione magiara decise di non ritirarsi ulteriormente e si stabilizzò al fronte fino ad aprile.

### Reazione magiara
Nonostante il dispiacere per le violazioni dell'armistizio, il governo di Károlyi non allestì una resistenza militare coordinata e completa per fronteggiare l'avanzata degli eserciti dei Paesi vicini, anche se finanziò in maniera cospicua alcune unità locali formate dai socialdemocratici. Convinto sia che un conflitto armato avrebbe danneggiato il Paese alla conferenza di pace sia che eventuali vittorie militari non avrebbero influenzato l'esito della conferenza e che era impossibile combattere su tre fronti con le forze disponibili, considerando pure che l'esercito ungherese era nel pieno di una lenta riforma, non ebbe luogo alcuna opposizione armata ordinata dal gabinetto di Károlyi.

## Conseguenze

I confini dell'Ungheria sanciti dal trattato del Trianon (1920) e i relativi abitanti secondo il censimento del 1910

Le graduali cessioni territoriali e l'espulsione dell'amministrazione magiara dalle aree passate sotto il controllo dei Paesi confinanti affossarono gradualmente il prestigio del governo rivoluzionario di Károlyi, il cui programma prometteva il mantenimento dell'unità territoriale lungo i confini austro-ungarici (ad eccezione della Croazia-Slavonia). La cessione definitiva richiesta dagli Alleati nell'est, contenuta nella cosiddetta nota Vyx e decisa il 26 febbraio ma presentata al governo di Budapest quasi un mese dopo, si rivelò inaccettabile per il governo, il quale cedette il potere a una coalizione di socialisti e comunisti nel marzo 1919, nella speranza che un nuovo esecutivo di sinistra riuscisse a respingere le avanzate dei Paesi vicini e le richieste delle potenze vincitrici. Il sequestro dei territori da parte delle nazioni limitrofe coincise pure con l'arrivo di un gran numero di rifugiati, evento che complicò la stabilità del governo magiaro e interruppe la fornitura di carbone e cibo straniero all'Ungheria in un momento di difficoltà.
Da parte loro, la violazione e la ripetuta modifica dei termini concordati da d'Espèrey e Károlyi a Belgrado avvantaggiarono territorialmente gli Stati confinanti, che mantennero il possesso delle aree occupate oltre la linea tracciata nel novembre 1918 nei trattati di pace.